# Dyskografia Kasi Kowalskiej
Dyskografia polskiej piosenkarki Kasi Kowalskiej obejmuje osiem albumów studyjnych, pięć albumów koncertowych, pięćdziesiąt singli (w tym czterdzieści trzy solowe, pięć promocyjnych i dwa świąteczne) i trzydzieści dwa teledyski.

## Albumy

### Studyjne
| Rok  | Tytuł | Pozycja na liście | Certyfikat                | Sprzedaż        |
| Rok  | Tytuł | POL               | Certyfikat                | Sprzedaż        |
| ---- | --- | ----------------- | ------------------------- | --------------- |
| 1994 | Gemini - Data: 18 września 1994 - Wydawca: PolyGram - Format: CD, digital download                                  | –                 | - POL: 2× platynowa płyta | - POL: 400 000+ |
| 1996 | Czekając na... - Data: 30 września 1996 - Wydawca: Mercury Polska / PolyGram - Format: CD, digital download         | –                 | - POL: platynowa płyta    | - POL: 200 000+ |
| 1998 | Pełna obaw - Data: 8 czerwca 1998 - Wydawca: PolyGram - Format: CD, digital download                                | –                 | - POL: złota płyta        | - POL: 100 000+ |
| 2000 | 5 - Data: 13 listopada 2000 - Wydawca: Universal Music Polska - Format: CD, digital download                        | 3                 | - POL: złota płyta        | - POL: 100 000+ |
| 2002 | Antidotum - Data: 14 października 2002 - Wydawca: Universal Music Polska - Format: CD, digital download             | 1                 | - POL: platynowa płyta    | - POL: 70 000+  |
| 2004 | Samotna w wielkim mieście - Data: 13 września 2004 - Wydawca: Universal Music Polska - Format: CD, digital download | 1                 | - POL: złota płyta        | - POL: 35 000+  |
| 2008 | Antepenultimate - Data: 10 listopada 2008 - Wydawca: Universal Music Polska - Format: CD, digital download          | 2                 | - POL: złota płyta        | - POL: 15 000+  |
| 2018 | AYA - Data: 22 czerwca 2018 - Wydawca: Universal Music Polska - Format: CD, digital download                        | 2                 | - POL: złota płyta        | - POL: 15 000+  |

Lista OLiS istnieje od 2000 roku, dlatego albumy wydane wcześniej nie są na niej odnotowane.

### Koncertowe
| Rok  | Tytuł                                                                                           | Pozycja na liście | Certyfikat                   | Sprzedaż        |
| Rok  | Tytuł                                                                                           | POL               | Certyfikat                   | Sprzedaż        |
| ---- | ----------------------------------------------------------------------------------------------- | ----------------- | ---------------------------- | --------------- |
| 1995 | Koncert inaczej - Data: 20 listopada 1995 - Wydawca: PolyGram - Format: DVD                     | –                 | - POL: 2× platynowa płyta[1] | - POL: 400 000+ |
| 2010 | Ciechowski. Moja krew - Data: 26 listopada 2010 - Wydawca: Universal Music Polska - Format: DVD | 17                | - POL: platynowa płyta       | - POL: 30 000+  |
| 2015 | Przystanek Woodstock 2014 - Data: 27 lipca 2015 - Wydawca: Złoty Melon Firma - Format: DVD      | 38                |                              |                 |
| 2019 | MTV Unplugged - Data: 25 października 2019 - Wydawca: Agora S.A - Format: DVD                   | 11                |                              |                 |
| 2021 | Pol’And’Rock - Data: 9 grudnia 2021 - Wydawca: Złoty Melon Sp. z o.o. - Format: DVD             | –                 |                              |                 |

## Single
| Rok                                                      | Tytuł                                                 | Najwyższe pozycje na listach | Najwyższe pozycje na listach | Najwyższe pozycje na listach | Najwyższe pozycje na listach | Najwyższe pozycje na listach | Najwyższe pozycje na listach | Album                              |
| Rok                                                      | Tytuł                                                 | POL (airplay)                | POL (airplay nowości)        | RMF                          | LP3                          | SLiP                         | WiR                          | Album                              |
| -------------------------------------------------------- | ----------------------------------------------------- | ---------------------------- | ---------------------------- | ---------------------------- | ---------------------------- | ---------------------------- | ---------------------------- | ---------------------------------- |
| 1994                                                     | „Wyznanie”                                            | –                            | –                            | –                            | –                            | –                            | –                            | Gemini                             |
| 1994                                                     | „Jak rzecz”                                           | –                            | –                            | –                            | 1                            | 2                            | –                            | Gemini                             |
| 1995                                                     | „Kto może to dać”                                     | –                            | –                            | –                            | –                            | 2                            | –                            | Gemini                             |
| 1995                                                     | „Oto ja”                                              | –                            | –                            | –                            | 2                            | 3                            | –                            | Gemini                             |
| 1995                                                     | „A to, co mam…”                                       | –                            | –                            | –                            | 1                            | 2                            | 1                            | Koncert inaczej                    |
| 1996                                                     | „Chcę znać swój grzech...”                            | –                            | –                            | –                            | 1                            | 6                            | –                            | Czekając na...                     |
| 1996                                                     | „Coś optymistycznego”                                 | –                            | –                            | –                            | 2                            | 3                            | –                            | Czekając na...                     |
| 1996                                                     | „Tak mi ciebie brak”                                  | –                            | –                            | –                            | 6                            | 9                            | –                            | Czekając na...                     |
| 1997                                                     | „Straciłam swój rozsądek”                             | –                            | –                            | –                            | 3                            | 2                            | 6                            | Nocne graffiti (ścieżka dźwiękowa) |
| 1997                                                     | „I będziesz znów kochać”                              | –                            | –                            | –                            | 29                           | 46                           | –                            | –                                  |
| 1998                                                     | „Co może przynieść nowy dzień”                        | –                            | –                            | –                            | 1                            | 2                            | 6                            | Pełna obaw                         |
| 1998                                                     | „Wyrzuć ten gniew”                                    | –                            | –                            | –                            | 18                           | 5                            | –                            | Pełna obaw                         |
| 1998                                                     | „Pełni obaw”                                          | –                            | –                            | –                            | 32                           | 12                           | –                            | Pełna obaw                         |
| 1998                                                     | „Jesteś odrobiną szczęścia”                           | –                            | –                            | –                            | 40                           | –                            | –                            | Pełna obaw                         |
| 1999                                                     | „To, co może przyjść”                                 | –                            | –                            | –                            | 39                           | 38                           | –                            | Pełna obaw                         |
| 2000                                                     | „Nobody”                                              | 1                            | –                            | –                            | 4                            | 6                            | 1                            | 5                                  |
| 2000                                                     | „Być tak blisko”                                      | 5                            | –                            | –                            | 1                            | 29                           | –                            | 5                                  |
| 2001                                                     | „Będę jak”                                            | 10                           | –                            | –                            | 30                           | 19                           | –                            | 5                                  |
| 2001                                                     | „Żyję raz”                                            | –                            | –                            | –                            | –                            | –                            | –                            | 5                                  |
| 2001                                                     | „Starczy słów”                                        | 12                           | –                            | –                            | 38                           | 41                           | –                            | Antidotum                          |
| 2002                                                     | „Bezpowrotnie”                                        | 7                            | –                            | 1                            | 5                            | 18                           | 6                            | Antidotum                          |
| 2002                                                     | „Antidotum”                                           | 4                            | 5                            | 1                            | 6                            | 7                            | 1                            | Antidotum                          |
| 2003                                                     | „Pieprz i sól”                                        | 4                            | 3                            | 1                            | 24                           | 35                           | 4                            | Antidotum                          |
| 2003                                                     | „Widzę twoją twarz”                                   | 15                           | –                            | 1                            | –                            | 69                           | –                            | RMF FM – moja i twoja muzyka       |
| 2003                                                     | „Mniejsze zło”                                        | –                            | –                            | 9                            | –                            | –                            | –                            | RMF FM – moja i twoja muzyka       |
| 2004                                                     | „To co dobre”                                         | 1                            | –                            | 1                            | 1                            | 8                            | 1                            | Samotna w wielkim mieście          |
| 2004                                                     | „Prowadź mnie”                                        | 2                            | –                            | 1                            | 33                           | 41                           | 10                           | Samotna w wielkim mieście          |
| 2005                                                     | „Domek z kart”                                        | –                            | –                            | 1                            | 41                           | 26                           | 2                            | Samotna w wielkim mieście          |
| 2005                                                     | „Magia tych świąt”                                    | –                            | –                            | –                            | –                            | –                            | –                            | Samotna w wielkim mieście          |
| 2007                                                     | „Dlaczego nie!”                                       | –                            | –                            | 1                            | –                            | 8                            | 1                            | Antepenultimate                    |
| 2008                                                     | „A ty, czego chcesz?”                                 | –                            | –                            | 1                            | 50                           | 6                            | 1                            | Antepenultimate                    |
| 2009                                                     | „Miłość, trzeźwość i pokora”                          | –                            | –                            | –                            | –                            | –                            | 1                            | Antepenultimate                    |
| 2009                                                     | „Spowiedź”                                            | –                            | –                            | 1                            | 41                           | 1                            | 1                            | Antepenultimate                    |
| 2009                                                     | „Maskarada”                                           | –                            | –                            | 2                            | 39                           | 2                            | 7                            | Antepenultimate                    |
| 2010                                                     | „Baby blues”                                          | –                            | –                            | 1                            | –                            | –                            | 7                            | Antepenultimate                    |
| 2010                                                     | „Telefony”                                            | –                            | –                            | –                            | –                            | 13                           | –                            | Ciechowski. Moja krew              |
| 2012                                                     | „Kwiaty we włosach”                                   | –                            | –                            | –                            | 36                           | 18                           | –                            | Klenczon Legenda                   |
| 2016                                                     | „Aya”                                                 | –                            | –                            | –                            | 8                            | 26                           | –                            | AYA                                |
| 2018                                                     | „Alannah (tak niewiele chcę)”                         | 19                           | 2                            | 3                            | 23                           | 21                           | 6                            | AYA                                |
| 2018                                                     | „Teraz kiedy czuję”                                   | –                            | –                            | –                            | 38                           | 50                           | 3                            | AYA                                |
| 2019                                                     | „Dla Taty”                                            | –                            | –                            | –                            | 30                           | –                            | –                            | AYA                                |
| 2019                                                     | „Tam gdzie nie sięga ból”                             | –                            | –                            | –                            | –                            | –                            | –                            | AYA                                |
| 2019                                                     | „Tolerancja/na miły Bóg” (gościnnie: Stanisław Sojka) | –                            | –                            | –                            | 31                           | –                            | –                            | MTV Unplugged                      |
| 2020                                                     | „Przerwij sen”                                        | –                            | –                            | –                            | –                            | –                            | –                            | Motyw (ścieżka dźwiękowa)          |
| 2020                                                     | „Domek z kart” (wersja koncertowa)                    | –                            | –                            | –                            | –                            | –                            | –                            | MTV Unplugged                      |
| 2021                                                     | "AYA"                                                 | –                            | –                            | –                            | –                            | –                            | –                            | Pol’And’Rock                       |
| 2024                                                     | "W zakamarkach serc"                                  | –                            | –                            | –                            | –                            | –                            | –                            | –                                  |
| „–” oznacza, że singel nie był notowany na danej liście. |                                                       |                              |                              |                              |                              |                              |                              |                                    |

### Inne notowane utwory
| Rok                                                      | Tytuł                                                    | Najwyższe pozycje na listach | Najwyższe pozycje na listach | Album                      |
| Rok                                                      | Tytuł                                                    | LP3                          | SLiP                         | Album                      |
| -------------------------------------------------------- | -------------------------------------------------------- | ---------------------------- | ---------------------------- | -------------------------- |
| 1994                                                     | „Gdybyś kochał, hej” (gościnnie: Piersi)                 | 17                           | –                            | 60/70 Piersi i Przyjaciele |
| 1994                                                     | „Umówiłem się z nią na dziewiątą” (gościnnie: Piersi)    | 34                           | –                            | 60/70 Piersi i Przyjaciele |
| 1997                                                     | „Jeśli chcesz kochanym być” (gościnnie: Kostek Yoriadis) | 24                           | 31                           | –                          |
| 2019                                                     | „Zamki na piasku” (oraz Lady Pank)                       | 12                           | 5                            | LP1                        |
| 2019                                                     | „Trawnik” (oraz Tulia)                                   | –                            | –                            | Tulia                      |
| „–” oznacza, że singel nie był notowany na danej liście. |                                                          |                              |                              |                            |

### Inne single
- 1995 – „Zgubiony dom” – singel promocyjny filmu Awantura o Basię
- 1995 – „Ave Maria” – maxi-singel świąteczny
- 1996 – „Modlitwa Esmeraldy” – singel promocyjny filmu Dzwonnik z Notre Dame
- 1999 – „Chcę zatrzymać ten czas” – singel promocyjny płyty Lato, Przyjaźń, Coca–Cola; polska wersja utworu „First Time” nagranego dla reklamy Coca Coli przez Robin Beck w 1987 roku
- 1999 – „Cicha noc” – maxi-singel świąteczny
- 2010 – „Twój czas” – singel promocyjny Banku Millennium
- 2012 – „Ikar” – singel promocyjny Miłosne konstelacje

## Pozostałe wydane projekty muzyczne
- 1992 – „Hearts” z płyty pt. Genoside Flood and Field (For the Common Man)
- 1992 – „The Road”, „Epiloque”, „Tears for Sorrow", „Song for You” z płyty pt. Talking Pictures Talking Pictures
- 1993 – „Demon”, „Moja modlitwa”, „E-77”, „Krzyczę”, „Deszczowa piosenka” z płyty pt. Fatum Demon
- 1994 – „No Woman No Cry” z płyty pt. Hetman Co jest grane!?
- 1994 – „Gdybyś kochał hej”, „Umówiłem się z nim na dziewiątą” z płyty pt. Piersi i przyjaciele 60/70
- 1995 – „Modlitwa III – pozwól mi” z płyty pt. Dżem List do R. na 12 głosów vol. 2
- 1999 – „Mniejsze zło” z płyty pt. Lato Przyjaźń Coca-Cola
- 1999 – „Powiedz ile” z płyty pt. Energy Energy
- 2000 – „Jak w taki dzień deszczowy”, „Radość najpiękniejszych lat” z płyty pt. Tyle słońca, koncert poświęcony Annie Jantar
- 2001 – „Żyć coraz pewniej” z płyty pt. Claudia – miłość rozkwita latem
- 2001 – „Goo Goo”, „Masz odwagę” z płyty pt. Wojciech Pilichowski Pi
- 2002 – „Pomóż mi” z płyty pt. Pomóż mi
- 2009 – „Gdybyś kochał, hej!”, „Poszłabym za tobą”, „W co mam wierzyć” z płyty pt. Breakout Festiwal 2007 – Wysłuchaj mojej pieśni Panie
- 2009 – „Proud Mary”, „Whom The Bells Tolls” z płyty pt. 40 lat Woodstock
- 2011 – „Tak, tak... to ja!”, „Nie pytaj o Polskę” z płyty pt. Projekt Republika – Przystanek Woodstock 2011
- 2012 – „Kwiaty we włosach” z płyty pt. Klenczon Legenda
- 2012 – „Dni, których nie znamy” z płyty pt. PR3, Święta bez granic
- 2013 – „Niezłomni” z płyty pt. Panny wyklęte
- 2014 – „Wstań i walcz” z płyty pt. Panny wyklęte: wygnane vol. 1
- 2017 – „Straciłam swój rozsądek (live)” z płyty pt. Wojciech Pilichowski – 25 Lat Koncert W Trójce[24]
- 2018 – „Zamki na piasku”, „Mniej niż zero” z płyty pt. LP1 Lady Pank i goście

## Teledyski
| Tytuł                                   | Rok  | Album                                |
| --------------------------------------- | ---- | ------------------------------------ |
| „Wyznanie”                              | 1994 | Gemini                               |
| „Jak rzecz”                             | 1994 | Gemini                               |
| „Kto może to dać”                       | 1994 | Gemini                               |
| „Oto ja”                                | 1995 | Gemini                               |
| „A to co mam...”                        | 1995 | Koncert inaczej                      |
| „Chcę znać swój grzech”                 | 1996 | Czekając na...                       |
| „Coś optymistycznego”                   | 1996 | Czekając na...                       |
| „Tak mi ciebie brak”                    | 1996 | Czekając na...                       |
| „Straciłam swój rozsądek”               | 1997 | Nocne graffiti (ścieżka dźwiękowa)   |
| „Co może przynieść nowy dzień”          | 1998 | Pełna obaw                           |
| „Wyrzuć ten gniew”                      | 1998 | Pełna obaw                           |
| „Nobody”                                | 2000 | 5                                    |
| „Być tak blisko”                        | 2000 | 5                                    |
| „Żyję raz”                              | 2000 | 5                                    |
| „Będę jak”                              | 2001 | 5                                    |
| „Starczy słów”                          | 2001 | Antidotum                            |
| „Bezpowrotnie”                          | 2002 | Antidotum                            |
| „Antidotum”                             | 2002 | Antidotum                            |
| „Pieprz i sól”                          | 2002 | Antidotum                            |
| „Widzę twoją twarz”                     | 2003 | RMF FM – moja i twoja muzyka         |
| „To co dobre”                           | 2004 | Samotna w wielkim mieście            |
| „Prowadź mnie”                          | 2004 | Samotna w wielkim mieście            |
| „Dlaczego nie!”                         | 2007 | Antepenultimate                      |
| „A Ty, czego chcesz?”                   | 2008 | Antepenultimate                      |
| „Spowiedź”                              | 2009 | Antepenultimate                      |
| „Telefony”                              | 2010 | Ciechowski. Moja krew                |
| „Kwiaty we włosach”                     | 2012 | Klenczon Legenda (ścieżka dźwiękowa) |
| „Aya”                                   | 2016 | AYA                                  |
| „Alannah (tak niewiele chcę)”           | 2018 | AYA                                  |
| „Teraz kiedy czuję”                     | 2018 | AYA                                  |
| „Dla Taty”                              | 2019 | AYA                                  |
| „Tam gdzie nie sięga ból” (Lyric Video) | 2019 | AYA                                  |
| „Tolerancja/na miły Bóg”                | 2019 | MTV Unplugged                        |